# Wat een poppenkast!
Wat een poppenkast! is een Nederlandse satirische poppenserie op SBS6, voor het eerst uitgezonden op vrijdag 8 april 2016 voor een publiek van 660.000 kijkers. In het programma worden karakteristieke poppenversies van bekende Nederlanders opgevoerd. De poppen zijn ontworpen en gemaakt door kunstenaar Evert Josemanders. Het aantal kijkers nam de daaropvolgende uitzendingen af, met als laagste kijkcijfer 146.000 kijkers voor de slotaflevering op 3 juni 2016.

## Poppen
De personen waarnaar de poppen zijn gemaakt zijn:
| Pop                     | Stemacteur            |
| ----------------------- | --------------------- |
| Jandino Asporaat        |                       |
| Herman den Blijker      |                       |
| Frank de Boer           | Edwin Evers           |
| Ronald de Boer          | Edwin Evers           |
| Marco Borsato           | Bart Brandjes         |
| Johan Derksen           | Kasper van Kooten     |
| Joop van den Ende       | Jeroen van der Boom   |
| René Froger             | Jeroen van der Boom   |
| Gordon                  | Jeroen van der Boom   |
| Sanne Hans              |                       |
| Eva Jinek               | Annick Boer           |
| Gerard Joling           | Jeroen van der Boom   |
| Koningin Máxima         |                       |
| Koning Willem-Alexander | Nick Jefferson        |
| Matthijs van Nieuwkerk  | Alexander van Breemen |
| Piet Paulusma           | Nick Jefferson        |
| Mark Rutte              | Remko Vrijdag         |
| Yolanthe Sneijder-Cabau | Canick Hermans        |
| Peter R. de Vries       | Edwin Evers           |
| Geert Wilders           | Jaap Gunnink          |